# العمرية (دمنهور)
قرية العمرية هي إحدى القرى التابعة لمركز دمنهور في محافظة البحيرة في جمهورية مصر العربية. حسب إحصاءات سنة 2006، بلغ إجمالي السكان في العمرية 7129 نسمة، منهم 3721 رجل و3408 امرأة.

## التاريخ
قرية العمرية من القرى القديمة، حيث وردت باسم «العُميرة» في أعمال الكفور الشاسعة ضمن قرى الروك الصلاحي التي أحصاها ابن مماتي في كتاب قوانين الدواوين، كما وردت باسم «العمرية» من أعمال البحيرة في كتاب «التحفة السنية في أسماء البلاد المصرية» لابن الجيعان الذي حصر القرى المصرية بعد الروك الناصري الذي أجراه السلطان المملوكي الناصر محمد بن قلاوون سنة 715هـ/1315م، وقال ابن الجيعان أنها من توابع رمسيس. وفي العصر العثماني وردت باسم «العمرية» في التربيع العثماني الذي أجراه الوالي العثماني سليمان باشا الخادم في عصر السلطان العثماني سليمان القانوني ضمن قرى ولاية البحيرة، وفي تاريخ 1228هـ/1813م الذي عدّ قرى مصر بعد المسح الذي قام به محمد علي باشا باسم «العمرية» ضمن قرى مديرية البحيرة.